# Chiến dịch đổ bộ đường không Rzhishchev–Bukrin
Chiến dịch đổ bộ đường không Rzhishchev-Bukrin là một hoạt động quân sự nằm trong khuôn khổ Trận sông Dniepr. Ban đầu, chiến dịch này được coi là hoạt động tiền đề cho Trận Kiev (1943). Thực hiện kế hoạch vượt sông Dniepr để chiếm lại Kiev, trong quá trình tấn công của quân đội Liên Xô, Lữ đoàn mô tô trinh sát của Tập đoàn quân xe tăng cận vệ 3, một sư đoàn của Quân đoàn bộ binh 51 (Tập đoàn quân 40) và một sư đoàn của Quân đoàn bộ binh 46 (Tập đoàn quân 27) đã qua sông và chiếm giữ các làng Bolsoy Bukrin (Velykyi Burkin), Shuchinka (Balyko Shchuchynka), Rzhishev và Studenets và hình thành cụm cứ điểm đầu cầu Bukrin. Khu vực này chỉ cách Kiev gần 50 km về phía Nam, khá thuận tiện về giao thông nếu như tiếp tục mở rộng đầu cầu, làm chủ tuyến đường bộ và đường sắt từ Marinovka (Myronovka) đi Kiev. Ngày 19 tháng 9, Bộ Tổng tư lệnh quân đội Liên Xô thông qua phương án chọn đầu cầu Bukrin làm nơi tập kết các lực lượng chính để tấn công Kiev từ phía Nam, phối hợp với đòn đột kích phụ từ bàn đạp Lyutezh ở phía Bắc Kiev đánh xuống. Trong kế hoạch dự định sử dụng Quân đoàn đổ bộ đường không 3 gồm 3 lữ đoàn, phối hợp với lục quân mở rộng bàn đạp Bukrin, làm địa điểm tập kết các tập đoàn quân chủ lực sau khi vượt sông Dniepr.
Tuy nhiên, tướng Hermann Hoth đã phát hiện ý đồ này và điều động các quân đoàn xe tăng 24, 48 đến khu vực đầu cầu. Chiến dịch đổ bộ đường không của quân đội Liên Xô đêm 24 tháng 9 được tổ chức kém. Phần lớn lữ đoàn đổ bộ đường không 3 và 1 tiểu đoàn của Lữ đoàn đổ bộ đường không 5 đã được ném xuống không đúng vị trí. Chỉ có 2 tiểu đoàn đổ bộ đầu tiên nhảy dù trúng đích. Một tiểu đoàn nhảy xuống sông Dniepr và phải đến sáng 25 tháng 9 mới vào được bờ. Một tiểu đoàn nhảy dù trúng đầu Sư đoàn xe tăng 11 của Quân đoàn xe tăng 48 (Đức) đang hành quân và phải chiến đấu trong vòng vây. Song, điều quan trọng nhất là yếu tố bất ngờ cho cuộc tấn công của quân đội Liên Xô không còn. Ngày 27 tháng 9, toàn bộ hai quân đoàn xe tăng Đức đã tập kết và bắt đầu công kích khu vực đầu cầu Bukrin. Đáng lẽ phải thay đổi ngay kế hoạch thì Tổng tư lệnh I. V. Stalin chỉ cho thu hồi 5 tiểu đoàn dù chưa đổ bộ về lực lượng dự bị của Đại bản doanh và ra lệnh tiếp tục duy trì căn cứ bàn đạp.
Sau một tháng chiến đấu trong tình trạng tựa lưng vào sông, các quân đoàn bộ binh và 4 tiểu đoàn dù bị tổn thất nặng. Đến ngày 25 tháng 10, Bộ Tổng tư lệnh quân đội Liên Xô mới bí mật di chuyển Tập đoàn quân xe tăng cận vệ 3 khỏi khu vực Bukrin, đưa đến đầu cầu Lyutezh phía Bắc Kiev và dùng căn cứ này là bàn đạp cho các lực lượng chủ lực tấn công Kiev. Các tập đoàn quân 27 và 40 cũng chuyển quân lên phía Bắc đến khu vực Tripolye để vượt sông tại đây và tấn công Kiev từ phía Nam. Bốn tiểu đoàn dù cùng hai sư đoàn bộ binh Liên Xô vẫn tiếp tục chiến đấu tại đây và đã thu hút về phía họ hai quân đoàn xe tăng chủ lực của quân đội Đức. Ngày 28 tháng 11, các quân đoàn xe tăng Đức được lệnh chuyển hướng lên phía Bắc để tham gia cuộc tấn công nhằm chiếm lại Kiev, chiến sự ở khu vực đầu cầu Bukrin chấm dứt.

## Bối cảnh
Sau một loạt các hoạt động tấn công của giai đoạn "hậu chiến dịch Kursk", đến cuối tháng 9 năm 1943, Quân đội Liên Xô đã áp sát bờ tả ngạn sông Dniepr, trừ khu vực Nam Zaporozhe đến hồ Molochnaya sát Biển Đen còn tạm thời nằm trong tay Tập đoàn quân 6 (Đức) khoảng một tháng sau. Trong quá trình tấn công, các tập đoàn quân đi trước của các phương diện quân đã chiếm được một số căn cứ đầu cầu nhỏ bên hữu ngạn sông Dniepr nhưng trước sức chống cự mạnh của quân đội Đức Quốc xã và địa hình bất lợi, họ phải rất chật vật mới giữ được các căn cứ nhỏ hẹp này. Trong số các đầu cầu bên hữu ngạn Dniepr, Bộ tư lệnh Phương diện quân Voronezh nhận thấy khu vực Rzhishchev-Bukrin có nhiều điều kiện khả quan để làm bàn đạp mở đường tấn công vào từ phía Nam và Tây Nam. Tin tưởng vào nhận định của mình, tướng N. F. Vatutin báo cáo với Bộ Tổng tư lệnh Liên Xô dự kiến kế hoạch của mình.
Địa hình khu vực đầu cầo Bukrin có hình một mảng trăng lưỡi liềm nhô về phía Đông Bắc. Bờ sông có những đoạn dốc cao đến 60 – 80 m. Điểm cao nhất trong khu vực là đồi Grigogyevka, cao 150 m. Về mùa tuyết tan, mép nước sát ngay chân dốc. Về mùa cạn, từ mép nước đến chân dốc là một bãi bùn khô rộng vài chục mét. Mặt bằng khu vực bị chia cắt bởi một số khe sâu 30 đến 40 m với nhiều bờ đá. Tuy nhiên, địa hình khu vực Rzhishchev-Bukrin chỉ có lợi về mặt sông nước. Do khúc uốn của nó từ Rzhishchev ở phía Bắc đến Bolshoy Bukrin ở phía Nam, sông Dniepr bao bọc khu vực này ở ba phía Tây Bắc, Đông Bắc và Đông Nam, có thể che chắn hai bên sườn cho các đơn vị Liên Xô đóng quân tại đây. Nhưng điểm bất lợi nhất của khu vực này là bờ sông phía Tây cao và nhiều dốc đứng, làm cho việc vượt sông bằng cầu phao trở nên phức tạp. Với nhiều khe lạch chia cắt, đây là khu vực giấu quân tốt nhưng lại cản trở việc phát triển tấn công, nhất là đối với xe tăng, cơ giới. Ban đầu, cả Bộ tư lệnh Phương diện quân Voronezh lẫn Bộ Tổng tham mưu Liên Xô đều chưa nhận thấy những điểm bất lợi này.

## Binh lực và kế hoạch

### Quân đội Liên Xô

Kế hoạch đổ bộ đường không của Quân đội Liên Xô tại đầu cầu Bukrin

Phương diện quân Voronezh chiếm lĩnh bờ tả ngạn sông Dniepr từ ngã ba sông Ros đổ vào sông Dniepr ở phía Nam, qua khu vực bờ Đông Kiev đến Lyubech ở phía Bắc. Trên mặt trận có độ dài đến 600 km có 6 tập đoàn quân binh chủng hợp thành, 1 tập đoàn quân xe tăng và 1 tập đoàn không quân hoạt động. Sát trước chiến dịch đổ bộ đường không, khu vực phía trước Rzhishchev-Bukrin đã tập trung 2 tập đoàn quân bộ binh và 1 tập đoàn quân xe tăng, bố trí từ Bắc xuống Nam như sau:
- Tập đoàn quân 40 do tướng K. S. Moskalenko chỉ huy. Đơn vị phái đi trước của tập đoàn quân này là Sư đoàn bộ binh 340 thuộc Quân đoàn bộ binh 51 đã chiếm làng Rzhishchev trên bờ hữu ngạn Dniepr ngày 23 tháng 9.
- Tập đoàn quân xe tăng cận vệ 3 do tướng P. S. Rybalko chỉ huy. Đơn vị tiền tiêu của nó là Lữ đoàn mô tô trinh sát đã có mặt tại khu vực Bolshoy Bukrin từ ngày 22 tháng 9.
- Tập đoàn quân 27 do tướng S. G. Trofimenko chỉ huy. Đơn vị tiền tiêu của tập đoàn quân là Sư đoàn bộ binh 241 đã có mặt tại làng Malyi Bukrin bên hữu sông Dniepr ngày 22 tháng 9.
- Quân đoàn đổ bộ đường không 3 của thiếu tướng I. I. Zatevakhin gồm 3 lữ đoàn (1, 3, 5).
- Sư đoàn không quân vận tải 101 (Tập đoàn quân không quân 2) của thiếu tướng A. G. Kapitokhin gồm 180 máy bay vận tải Li-2 và IL-4, 10 máy bay PO-2 cũng được huy động để kéo theo 35 tàu lượn A-7 (mỗi chiếc chở được nửa tiểu đội) và G-11 (mỗi chiếc chở được một tiểu đội).
- Sư đoàn không quân tiêm kích 228 huy động 80 máy bay tiêm kích để yểm hộ và 60 máy bay ném bom để dọn bãi.
- Sư đoàn pháo binh 7 trực thuộc Bộ Tư lệnh pháo binh Liên Xô được điều đến bờ Đông sông Dniepr trước khu vực Rzhishchev-Bukrin để yểm hộ cho căn cứ đầu cầu.

Các sân bay quân sự ở gần mặt trận chưa được phục hồi và mở rộng chỉ đủ để tiếp nhận không quá một trung đoàn không quân tiêm kích và cường kích ở mỗi sân bay. Các sân bay lớn có thể tiếp nhận và phục vụ khối lượng lớn máy bay vận tải và quân dù vẫn còn ở khá xa tuyến mặt trận. Tất cả các sân bay lớn tại Lebedyn, Smorodino, Bogodukhov và Sumy đều được huy động cho chiến dịch. Binh chủng thông tin đã tung vào chiến dịch hàng trăm máy điện thoại, điện báo các loại vài chục máy liên lạc vô tuyến điện mới sản xuất để trang bị cho các đại đội đổ bộ. Kế hoạch ban đầu dự định đưa toàn Quân đoàn đổ bộ đường không 3 nhảy dù xuống tuyến sông từ Rzhishchev qua Bukrin, Migirich (???), Studenets, Moshny đến Cherkassy có chiều dài 110 km, rộng 25 km; đồng loạt chiếm giữ các đầu cầu để đón các đơn vị bộ binh và cơ giới bên tả ngạn vượt sang. Song Tập đoàn quân không quân 2 không đủ máy bay vận tải để chuyên chở cùng lúc trên 10.000 quân dù. Người ta đã quyết định chia làm hai đợt đổ bộ. Đợt đầu gần 5.000 người cùng 24 khẩu pháo nhẹ 45 mm, 180 súng cối và 373 súng chống tăng. Đợt sau gồm toàn bộ quân số còn lại và các vũ khí tăng cường. Tuy nhiên, đối với khả năng của một lữ đoàn rưỡi quân dù (vốn chỉ có không quá 3.000 người/lữ đoàn) thì chính diện 110 km là một phạm vi quá rộng, không thể đánh chiếm một cách dễ dàng.

### Quân đội Đức Quốc xã
- Quân đoàn xe tăng 24 của tướng Walther Nehring, các đơn vị có trong biên chế đầu tháng 10 năm 1943 tham gia chiến dịch gồm:
  - Xe tăng: Các sư đoàn 7 và 19;
  - Cơ giới: Sư đoàn 20;
  - Bộ binh: Các sư đoàn 72 và 112.
- Quân đoàn xe tăng 48 của tướng Heinrich Eberbach, các đơn vị có trong biên chế đầu tháng 10 năm 1943 tham gia chiến dịch gồm:
  - Xe tăng: Sư đoàn 3;
  - Cơ giới: Lữ đoàn 10;
  - Bộ binh: Các sư đoàn 57 và 255.

Ban đầu, Tập đoàn quân xe tăng 4 chia quân phòng thủ ba khu vực chính là thành phố Kiev, khu vực Cherkassy ở phía Nam và Chernobyl ở phía Bắc, nơi Tập đoàn quân 13 (Phương diện quân Trung tâm) đã chiếm được khu vực bàn đạp Kotlyban (???) - Novoshepelych (???) - Chernobyl, trong đó có cây cầu đường sắt nối Chernigov với Ovruch. Trong quá trình chiến dịch, tướng Hermann Hoth phát hiện được lỗ hổng nguy hiểm tại Bukrin và đã có những biện pháp khẩn cấp: kéo Quân đoàn xe tăng 48 từ Tây Bắc Cherkassy về khu vực Kanev - Mironovka phối hợp với Quân đoàn xe tăng 24 từ Kiev kéo xuống phản đột kích vào Bukrin. Để giữ Kiev, Quân đoàn xe tăng 8 được điều về khu vực Mikulichi, phía trước bàn đạp Lyutezh chỉ còn lại Quân đoàn bộ binh 13. Tại khu vực Rzhishchev-Bukrin, quân đội Đức Quốc xã có ưu thế áp đảo 4,5:1 về người; 3,5:1 về pháo, súng cối và chiếm ưu thế tuyệt đối về xe tăng. Mặc dù Tập đoàn quân xe tăng 4 (Đức) đã có những hoạt động chuyển quân về khu vực Bukrin - Kanev từ ngày 21 tháng 9 nhưng quân báo mặt trận của Phương diện quân Voronezh đã không phát hiện được điều này.

## Diễn biến chiến dịch

### Quân đổ bộ đường không chuẩn bị
Từ ngày 20 đến ngày 23 tháng 9, Quân đoàn đổ bộ đường không 3 được điều từ lực lượng dự bị của Bộ Tổng tư lệnh quân đội Liên Xô đến các sân bay lớn của Tập đoàn quân không quân 2 (Phương diện quân Voronezh) tại Lebedin, Smorodino, Bogodukhov và Sumy. Các lữ đoàn 1, 3, 5 đều nhận được phần kế hoạch tác chiến của họ với các vị trí đổ bộ được phân công chi tiết:
- Lữ đoàn 3 do đại tá Vladislav Goncharov chỉ huy đổ quân xuống khu vực Potaptsy phía Nam Rzhishchev, đánh chiếm các làng Lipovyi Rog, Makedoni và Kozarovka, trụ lại tại đó chờ các lực lượng của Tập đoàn quân 40 từ Rzhishchev đánh xuống và Lữ đoàn mô tô trinh sát của Tập đoàn quân xe tăng 3 từ Bukrin kéo sang để mở rộng đầu cầu ở khu vực Bukrin.
- Lữ đoàn 5 do trung tá Pavel Sidorchuk chỉ huy đổ quân xuống phía tây bắc Trostyanets - Kovali, đánh chiếm các làng Gorkovshina (???), Stepantsi, Kostyanets (???) và trụ lại để chặn kích, ngăn cản sự tiếp cận của đối phương đến căn cứ đầu cầu từ phía nam và tây nam.
- Lữ đoàn 1 chưa tập hợp xong binh lực và chưa được trang bị đủ phương tiện, dự kiến sẽ đổ bộ vào đêm 25 hoặc 26 tháng 9.[10]

Thời gian chiến đấu tối đa phía sau lưng quân Đức được dự kiến từ 2 đến 3 ngày, các đại đội dù đều được cấp đủ cơ số đạn và lương thực đủ dùng trong khoảng thời gian trên. Từ ngày thứ tư trở đi, Tập đoàn quân 40 và Tập đoàn quân xe tăng 3 sẽ chịu trách nhiệm đảm bảo hậu cần cho quân đổ bộ.
Mặc dù kế hoạch chiến dịch được giữ bí mật tối đa nhưng việc tập trung một lực lượng lớn máy bay và quân đổ bộ tại các sân bay vẫn không qua khỏi mắt trinh sát đường không của quân đội Đức Quốc xã. Tuy không biết chắc chắn kế hoạch của phía Liên Xô nhưng Bộ tham mưu Cụm tập đoàn quân Nam (Đức) đều thống nhất nhận định: "đối phương sắp làm một cái gì đó". Để đề phòng Kiev bị tấn công bất ngờ, ngày 23 tháng 9, tướng Hermann Hoth ra lệnh rút Quân đoàn xe tăng 48 khỏi khu vực phía trước Cherkassy và kéo nó lên phía Bắc, về gần Kiev hơn.

### Cuộc đổ bộ đường không
22 giờ tối 23 tháng 9, các lữ đoàn dù 3 và 5 đã tập trung trong các đường hào quanh các đường băng chính, 140 máy bay Li-2 và IL-4, hơn 20 máy bay B-25 và 35 tàu lượn đã sẵn sàng trên đường băng. 23 giờ, các máy bay và tàu lượn đã xếp quân xong, mỗi chiếc Li-2 chở được 22 người, IL-4 và B-25C chở được 24 người. 23 giờ 30, các tốp máy bay lần lượt cất cánh, mang theo 4.595 quân dù, 24 pháo nhẹ 45 mm, 180 súng cối 61 và 82 mm, 378 súng chống tăng AT, hơn 450 trung liên và đại liên. 15 phút sau khi các máy bay cất cánh, các chỉ huy đại đội, tiểu đoàn mới giao nhiệm vụ cho từng trung đội và tiểu đội ngay trên máy bay với những mệnh lệnh hết sức vắn tắt. Sau hơn một giờ bay, các tốp Li-2 đầu tiên đã đến không phận Bukrin và bắt đầu đổ quân.
Tốp máy bay đầu tiên đã rải các tiểu đoàn 3, 5 và 10 của Lữ đoàn 5 xuống đúng vị trí phía Nam Rzhishchev. Ba tiểu đoàn này đã không gặp quân Đức khi đổ bộ và ngay sau khi thu dù, đã tiềm nhập và sử dụng vũ khí lạnh để đánh chiếm các làng theo đúng kế hoạch. Tuy nhiên, đến khi tốp máy bay thứ hai bắt đầu vào không phận thì do sai lầm của ba phi công lái chiếc Li-2 dẫn đầu tốp bay, trung đội đầu tiên đã nhảy dù sớm hơn dự kiến. Các tốp bay sau thấy tốp bay đầu đổ quân cũng đã làm theo. Kết quả là cả một tiểu đoàn đã nhảy xuống sông Dniepr. Thảm họa vẫn chưa kết thúc khi tốp 5 chiếc B-25 kéo theo tàu lượn G-11 đã thả 4 trong số 10 chiếc xuống mặt sông Dniepr. Tất cả 48 người đi trên bốn chiếc G-11 này đều chết đuối. Khoảng gần một đại đội nhảy dù xuống sông Dniepr đã không bơi được vào bờ. Hai đại đội còn lại vào được bờ nhưng phải dừng lại qua đêm trong trận địa của sư đoàn bộ binh 340. Lúc 2 giờ sáng, các phi công bay ở tốp cuối đợt đổ bộ thứ hai trong đêm cũng mắc sai lầm tương tự như ở đầu đợt thứ hai nhưng theo hướng ngược lại. Thay vì thả quân xuống sông như tốp bay trước, tốp này đã bay quá sâu về phía Nam Bukrin và đổ một tiểu đoàn xuống đầu một đoàn xe cơ giới Đức đang hành quân đêm từ phía Nam lên. Nhiều lính dù Liên Xô đã không thể sống đến khi tiếp đất. Pháo cao xạ Đức với sự giúp sức của các đèn pha bắt đầu săn tìm các máy bay vận tải của Liên Xô. Tuy nhiên, thời tiết quá xấu đã cản trở các pháo thủ Đức phát hiện mục tiêu, các máy bay tiêm kích Đức không thể cất cánh. Chỉ có một chiếc Li-2 của Không quân Liên Xô bị bắn rơi sau khi đã đổ quân. Theo báo cáo của Bộ chỉ huy Đức, trên mặt đất, họ đã loại khỏi vòng chiến đấu 629 quân dù của Liên Xô, bắt 209 người khác.
Việc liên lạc bằng radio giữa quân đổ bộ với sở chỉ huy luôn bị gián đoạn khiến Bộ tư lệnh cuộc hành quân không thể biết rõ được chuyện gì đang xảy ra trên khu vực đầu cầu Bukrin. Chỉ đến khi tốp nhảy dù xuống sông Dniepr thông qua điện đài của Sư đoàn bộ binh 340 báo cáo chi tiết về các sự kiện đang diễn ra và việc mất liên lạc với tiểu đoàn nhảy dù sau cùng, tướng N. F. Vatutin mới hạ lệnh cho tướng S. A. Krasovsky dừng cuộc đổ bộ. Một nửa quân số còn lại của lữ đoàn 3 đang trên hành trình đến mục tiêu nhận được lệnh quay lại các sân bay. Kế hoạch đổ bộ lữ đoàn 1 vào đêm 24 rạng ngày 25 tháng 9 cũng bị hủy bỏ. Khoảng 150 quân dù còn lại của tiểu đoàn đã nhảy xuống đầu quân Đức phải chiến đấu đến phút cuối cùng trong vòng vây. Họ đều tử trận sau khi đọ súng và diệt nhiều lính Đức. Tại sở chỉ huy chiến dịch ở sân bay Bogodukhov, các phi công báo cáo rằng thời tiết trên khu vực đổ bộ rất xấu, mưa giăng dày hạt làm tầm nhìn giảm xuống từ 1 đến 3 km đã làm cho họ phải bay trên mây và thả quân từ độ cao trên 1.000 m thay vì từ 600 đến 700 m như quy định; vì vậy, những cơn gió thổi mạnh đã đẩy quân dù bay phân tán đi khắp nơi. Khi các thanh tra không quân điều tra lại toàn bộ sự việc đêm 23 rạng ngày 24 tháng 9, họ phát hiện rằng các hoa tiêu đã không nhìn được vật chuẩn trên mặt đất và rải quân trên một diện tích rộng 25 km, dài đến 70 km. Chỉ có 5% quân số nhảy xuống đúng nơi quy định, 23% quân số đổ bộ cách mục tiêu dưới 10 km, 58% quân số nhảy xuống trong vòng bán kính 15 km, 14% quân số nhảy ra khỏi phạm vi đã định xa đến 70 km. Hơn 400 quân được thả lạc chỗ xuống các cánh rừng phía Tây Bắc Cherkassy và phải mất ba ngày sau mới tìm đến được vị trí của sư đoàn bộ binh 241 (Tập đoàn quân 27).
Vô cùng tức giận trước sự tiến hành chiến dịch rất cẩu thả của không quân. Ngày 25 tháng 9, Tổng tư lệnh Liên Xô I. V. Stalin ra chỉ thị cho Bộ Tổng tham mưu soạn thảo một mệnh lệnh đặc biệt về sự việc này; trong đó nêu rõ:
| “               | Cho một đội đổ bộ đông như vậy nhảy dù vào lúc đêm tối và mưa lớn là bằng chứng về sự dốt nát của người tổ chức công việc ấy. Kinh nghiệm cho thấy rằng một đơn vị lớn nhảy dù vào ban đêm thậm chí xuống ngay chính vùng đất đai của mình cũng đã gặp nhiều khó khăn lớn rồi | ” |
| — I. V. Stalin, | |   |

Ngày 26 tháng 9, I. V. Stalin ra lệnh thu hồi Lữ đoàn dù 1 và nửa còn lại của Lữ đoàn dù 3 đưa về lực lượng dự bị của Đại bản doanh. Tuy nhiên, không có một mệnh lệnh nào cho một lữ đoàn rưỡi đã đổ bộ. Và từ thời khắc đó, bắt đầu cuộc chiến đấu trong hậu phương quân đội Đức Quốc xã của một nửa Quân đoàn đổ bộ đường không 3 (Liên Xô).

### Các trận đánh tại khu vực đầu cầu Bukrin

Bản đồ chiến sự tại khu vực đầu cầu Bukrin

Ngày 26 tháng 9, G. K. Zhukov đã báo cáo với I. V. Stalin về những thất bại đầu tiên trong cuộc đổ bộ đường không xuống căn cứ đầu cầu Bukrin, về tình trạng thiếu đạn dược và lương thực của đội quân đổ bộ và yêu cầu nghiên cứu một phương án khác để tấn công vào Kiev, nhưng I. V. Stalin bác bỏ đề xuất đó. Ông cho rằng:
| “                | Chúng ta chưa thử tấn công theo đúng quy cách mà đã vội thoái lui. Cần phải thực hiện đột phá từ bàn đạp hiện có. Vì trong lúc này, phương diện quân khó có thể tạo được một bàn đạp mới. | ” |
| — I. V. Stalin., | |   |

Những ý kiến của I. V. Stalin rõ ràng là không có cơ sở vì ngay trong ngày 26 tháng 9, Tập đoàn quân 38 đã mở lại cuộc tấn công trên khu vực đầu cầu Lyutezh và chiếm được một căn cứ bàn đạp tuy nhỏ nhưng rất gần phía Bắc thành phố Kiev và đến ngày 29 tháng 9, đã phát triển căn cứ này sang cả khu vực Svaromye (Novi Petrivtsi) ở cánh trái Tập đoàn quân 60.
Trong các ngày 24 đến 29 tháng 9, Tập đoàn quân 40 đổ bộ thêm 4 sư đoàn bộ binh sang khu vực đầu cầu. Sư đoàn bộ binh 309 đánh chiếm các thị trấn Monostyrok (???) và Shchuchynka (Balyko-Shchuchynka); sư đoàn bộ binh 161 chiếm giữ làng Trakhtemirov; sư đoàn bộ binh 337 chiếm làng Zarubentsy và sư đoàn bộ binh 38 chiếm điểm cao Grigorevka. Ngày 26 tháng 9, tướng Rybalko thử đưa một tiểu đoàn xe tăng T-34 của lữ đoàn xe tăng 91 vượt sông trong dải của Tập đoàn quân 40; nhưng ngay trong 10 chuyến phà đầu tiên chỉ có 4 chiếc sang được bờ Tây Dniepr, 6 chiếc bị các máy bay Ju-87 (Đức) đánh chìm xuống sông cùng với các con phà. Từ ngày 23 đến ngày 29 tháng 9, các phi vụ không kích nhằm vào khu vực đầu cầu Bukrin của không quân Đức Quốc xã tăng dần lên. Ngày 22 tháng 9, chỉ có 16 phi vụ; ngày 23 tháng 9 đột ngột tăng lên 43 phi vụ; ngày 24 tháng 9, 122 phi vụ được ghi nhận; ngày 24 tháng 9, có đến 440 phi vụ không kích nhằm vào khu vực Shchuchynka, ngày 25 tháng 9, 60 phi vụ Henschel-126 và 23 phi vụ Ju-87 nhằm vào điểm cao Grigorevka. Ngày 26 tháng 9, không quân Đức Quốc xã tổ chức một trận ném bom quy mô lớn vào các căn cứ đầu cầu trong khu vực Bukrin gồm trên 1.000 phi vụ, huy động các máy bay của cả hai tập đoàn quân không quân 2 và 4 (Đức) cùng tham gia. Dưới các trận mưa bom, các đợt tấn công của Tập đoàn quân 40 (Liên Xô) nhằm bắt liên lạc với 3 nhóm quân đổ bộ đường không đang hoạt động ở sau lưng quân Đức đều không thành công.
Ngày 27 tháng 9, các lực lượng cơ bản của hai quân đoàn xe tăng 24 và 48 (Đức) đã tập kết xong trước khu vực Bukrin và bắt đầu các hoạt động chặn kích tại các căn cứ đầu cầu của quân đội Liên Xô. Ở phía Bắc, Sư đoàn xe tăng 19 (Đức) tấn công khu vực Shchuchynka và chặn được hướng mở rộng bàn đạp này của sư đoàn bộ binh 309 tại Plya (Pii) và tiến ra bờ sông Dniepr ở phía Đông Shchuchynka. Trung đoàn bộ binh cận vệ 88 bị cắt rời khỏi chủ lực Sư đoàn 309 và bị bao vây tại Khodorov. Mặc dù ngày 28 tháng 9, trung đoàn này cố gắng đánh nống ra khu vực Plya, Grushev và Potaptsy để kết nối với nhóm quân dù của lữ đoàn 3 còn trên 300 quân hoạt động ở đây nhưng đều bị xe tăng Đức đẩy lùi. Ở khu vực Bukrin, các sư đoàn bộ binh 72, 112 (Đức) được sư đoàn xe tăng 7 và sư đoàn cơ giới 20 mở đường đã đánh chiếm làng Malyi Bukrin ngày 27 tháng 9. Ngày 28 tháng 9, sư đoàn xe tăng 7 (Đức) chiếm làng Bolshoy Bukrin và chia cắt sư đoàn bộ binh 161 cùng lữ đoàn xe tăng 36 (Liên Xô), dồn họ về sát bờ sông Dniepr trong khu vực Zarubentsy nhỏ hẹp. Sư đoàn bộ binh 337 (Liên Xô) bị dồn về khu vực Grigorevka. Tướng N. F. Vatutin yêu cầu Tập đoàn quân 27 điều Sư đoàn bộ binh 38 và Tập đoàn quân xe tăng cận vệ 3 điều Lữ đoàn xe tăng 91 vượt sông sang khu vựa Grigorevka, giữ được bàn đạp tại đây. Quá về phía Nam, ngày 29 tháng 9, sư đoàn bộ binh 255 (Đức) chiếm được làng Buchak bên bờ Tây sông Dniepr nhưng không tiêu diệt được căn cứ bàn đạp của sư đoàn bộ binh 340 cách đó 5 km về phía Bắc. Ngày 30 tháng 9, Sư đoàn xe tăng 3 và Sư đoàn bộ binh 57 Đức tổ chức tấn công từ Studenets ra sông Dniepr nhưng cũng bị chặn đứng trước ba căn cứ đầu cầu nhỏ do sư đoàn bộ binh 133 và các lữ đoàn bộ binh 16, 103 của Tập đoàn quân 47 đóng giữ. Góp phần lớn vào việc giữ được các căn cứ bàn đạp tại khu vực Shchuchynka, Zarubentsy, Grigorevka, phía bắc Buchak và phía Đông Studenets có vai trò của Quân đoàn pháo binh chiến lược 7 trực thuộc thuộc Bộ Tư lệnh pháo binh Liên Xô hoạt động tại bờ Đông sông Dniepr. Quân đoàn này đã gần như thay thế cho không quân trong việc bắn chặn đường tiến công của các sư đoàn xe tăng Đức, yểm hộ đắc lực cho bộ binh và xe tăng trên bờ Tây.
Ngày 12 tháng 10, Phương diện quân Voronezh tiếp tục đưa thêm 3 sư đoàn bộ binh và Lữ đoàn xe tăng cận vệ 47 vượt sang khu vực Zarubentsy và mở cuộc phản kích, chiếm lại làng Bolshoy Bukrin. Ngôi làng Malyi Bukrin đã bị hai bên giành giật nhau liên tục và qua bốn lần đổi chủ chỉ trong một tuần. Đến ngày 19 tháng 9, mỗi bên chia nhau chiếm giữ một nửa ngôi làng giờ đây chỉ còn lại những đống gạch vụn đổ nát. Ở cánh phải, được tăng cường lữ đoàn xe tăng cận vệ 8, các sư đoàn bộ binh 309 và 253 đã từ Shchuchinka và Khodorov mở hai mũi đột kích gặp nhau nối liền hai mảnh của căn cứ bàn đạp nhưng vẫn không thể vượt qua được Sư đoàn xe tăng 19 (Đức). Nhóm đổ bộ của lữ đoàn dù 3 tiếp tục giao chiến với quân Đức trong vòng vây tại Pya và Grushev. Mọi nỗ lực của các sư đoàn thuộc Tập đoàn quân 40 từ ngày 20 tháng 10 đều nhằm giải vây cho cánh quân này. Ngày 23 tháng 10, tiểu đoàn xe tăng cận vệ 88 và sư đoàn bộ binh 309 mở được một hành lang nhỏ và đưa được quân số còn lại gồm hơn 100 người của toán quân dù ra khỏi vòng vây. Ở cánh trái, ngày 23 tháng 11, Tập đoàn quân 52 thuộc Phương diện quân Ukraina 2 vượt sông Dniepr đánh chiếm Cherkassy và bàn đạp Kanev trong khuôn khổ Chiến dịch Nizhni Dnieprovsk đã đón gặp một toán quân lớn hơn 500 người từ hậu tuyến của quân Đức đánh ra bờ sông Ros. Ban đầu, Bộ tư lệnh tập đoàn quân 52 báo cáo đó là các đơn vị du kích. Tuy nhiên, Bộ tổng tư lệnh quân đội Liên Xô khẳng định không có đơn vị du kích nào lớn như vậy hoạt động ở khu vực này. Ngày 25 tháng 11, Sở chỉ huy Tập đoàn quân 52 cải chính lại thông tin này và cho biết chính xác đó là đội đổ bộ đường không thuộc lữ đoàn 5 do đại tá P. M. Sidorchuk chỉ huy đang đóng sở chỉ huy chính tại khu rừng Taganchansk phía Nam Kanev. Toán quân này đã nhập vào đội hình Sư đoàn bộ binh 254 của Tập đoàn quân 52.

### Hoạt động của quân đổ bộ đường không ở hậu tuyến quân Đức
Mặc dù bị phân tán trên một diện tích rộng đến 1875 km² trong địa hình phức tạp gồm nhiều rừng, đầm lầy, khe lạch xe lẫn với các đồi cao dốc đứng nhưng các nhóm quân đổ bộ vẫn cố gắng tìm cách bắt liên lạc với nhau. Họ sử dụng một phương pháp tìm kiếm độc đáo và đầy mạo hiểm: "đi về phía có tiếng súng"; bởi chắc chắn rằng ở đó có quân Liên Xô đang chiến đấu. Đến đêm 28 tháng 9, đã có ba nhóm lớn được tập trung. Nhóm thứ nhất hoạt động tại phía Tây Kanev gồm khoảng 600 quân, phần lớn của Lữ đoàn 5. Nhóm thứ hai hoạt động gần làng Chernyshi có khoảng 200 người gồm phần lớn là quân của Lữ đoàn 3. Nhóm thứ ba có khoảng 300 người gồm cả quân của Lữ đoàn 3 và Lữ đoàn 5 hoạt động ở Yablonov. Số quân đã đổ bộ còn lại đã nhập vào đội hình các sư đoàn bộ binh 241 và 340. Từ ngày 24 đến ngày 26 tháng 9, Tập đoàn quân không quân 2 cố gắng tổ chức các chuyến bay đêm để tiếp tế thêm đạn dược và lương thực cho các tiểu đoàn dù đã đổ bộ song không thể xác định chính xác vị trí của họ. Một số đống lửa dưới đất được quân dù đốt lên làm tín hiệu đã bị các phi công nhầm lẫn với các đống lửa đốt sưởi ban đêm của lính Đức. Thêm 1 máy bay bay đêm PO-2 bị quân Đức bắn rơi đêm 25 tháng 9. Bị cô lập trong hậu phương của quân Đức, các đại đội đổ bộ đường không còn lại của hai lữ đoàn 3 và 5 bắt đầu cuộc chiến đấu trong vòng vây mà có lúc, cả quân đội Liên Xô và quân đội Đức Quốc xã đã nhầm lẫn họ với các lực lượng du kích địa phương.
Sau hơn 10 ngày, nhóm của đại tá P. M. Sidorchuk đã tập hợp được hơn 600 quân. Với số vũ khí còn lại khá lớn, họ được biên chế thành các đại đội bộ binh, hỏa lực, trinh sát, chống tăng, thông tin và hậu cần. Đại tá P. M. Sidorchuk đóng sở chỉ huy dã chiến ngay trong khu rừng Taganchansk. Đêm 7 rạng ngày 8 tháng 10, đội quân này đã bất ngờ tập kích một trung đoàn của Sư đoàn bộ binh 57 (Đức) ở Trostyanets và rút lui trong sự rối loạn của quân Đức. Tướng Hermann Hoth cho rằng có một toán du kích đang hoạt động trong khu vực và hạ lệnh cho Sư đoàn xe tăng 3 và Sư đoàn bộ binh 57 phải tảo thanh ngay lập tức. Hai trung đoàn kỵ binh SS được đưa từ Belaya Cherkov đến Mironovka. Quân Đức thông cáo treo giải 6.000 rub cho bất kỳ người dân địa phương nào chỉ điểm nơi đóng quân của "du kích" và 10.000 rub cho một đầu "du kích". Do địa điểm đóng quân tại rừng Taganchansk đã bị lộ, ngày 15 tháng 10, P. M. Sidorchuk di chuyển toàn bộ toán quân dưới quyền đến rừng Vorobievsk phía Bắc Korsun-Shevchenko hơn 40 km.
Ngày 22 tháng 10, tuyến đường sắt Mironovka đi Korsun-Shevchenko bị quân đổ bộ đường không Liên Xô phá hỏng tại ba đoạn, mỗi đoạn dài đến gần 100 m, ba đoàn tàu quân sự bị lật nhào. Ngày 24 tháng 10, trong khi hai trung đoàn cảnh binh cơ giới SS còn đang truy lùng "du kích" ở quanh khu vực bị tấn công thì đến lượt cây cầu đường sắt qua sông Ros và hai trạm thông tin tín hiệu ở hai đầu cầu bị phá hỏng. Ngày 26 tháng 10, những nhóm du kích thực thụ hoạt động trong khu vực đã bắt liên lạc với đội quân đổ bộ đường không và tự đặt mình dưới quyền chỉ huy của P. M. Sidorchuk gồm: các nhóm "Vì Mẹ Tổ Quốc", "Kotshubin" và "Batya" do K. K. Solochenko chỉ huy; nhóm "Chapayev" do M. A. Spezhevoy chỉ huy và nhóm "Vinitsa" do P. N. Moghin chỉ huy. Với các nhóm du kích mới sáp nhập, đội quân của Sidorchuk đã nâng quân số lên gần 1.200 người và họ đã có thể mở nhiều trận tập kích cùng lúc ở nhiều địa điểm khác nhau. Các đội viên du kích đã đóng vai trò quan trọng trong các hoạt động quân sự tại khu vực do họ thông thạo địa hình hơn hẳn các đơn vị đổ bộ. Đêm 30 tháng 10, đại đội của trung úy S. G. Petrosyan tập kích thị trấn Potik, diệt hơn 100 lính Đức, pháo hủy 30 xe quân sự và ba khẩu đội súng phòng không, chiếm 3 ô tô chở đầy đạn dược và súng bộ binh. Cũng trong đêm đó, một đoàn xe kéo pháo Đức trên tuyến đường bộ Mironovka - Kanev bị chủ lực đội quân của Sidorchuk phục kích. 15 ô tô, 9 khẩu pháo và hơn 80 lính Đức bị diệt, quân của Sidorchuk thu giữ 6 khẩu pháo nhẹ và 2 súng cối.
Ngày 2 tháng 11, một toán quân báo thuộc Sư đoàn bộ binh 720 của Phương diện quân Ukraina 1 do trung úy K. S. Gidash chỉ huy đã lạc vào khu vực đóng quân của P. M. Sidorchuk. Rất tiếc là điện đài của họ đã bị hỏng trong lúc giao chiến với các toán tuần tra của quân Đức. Điều quý giá nhất mà họ đem đến cho quân đổ bộ đường không và du kích là những tin tức về một cuộc tấn công vượt sông của Tập đoàn quân 52 tại khu vực Cherkassy sắp tiến hành vào giữa tháng 11. P. M. Sidorchuk quyết định cho đội quân của mình (kể cả du kích), chuyển địa bàn hoạt động sang phía Nam sông Ros. Sau khi chuyển quân, họ đã đánh sập cây cầu đường sắt ở Korsun-Shevchenko lần thứ hai vào đêm 9 tháng 11. Tuy nhiên, P. M. Sidorchuk không biết rằng cuộc tấn công vào Cherkassy của Tập đoàn quân 52 bị hoãn lại đến cuối tháng 11. Trong khi chờ đợi, hàng chục cuộc tập kích vào các vị trí của quân Đức dọc đường sắt từ Korsun-Shevchenko đi Smela đã được đội quân hỗn hợp tiến hành, thêm hàng chục đoàn xe lửa của quân đội Đức Quốc xã bị lật nhào. Ngày 23 tháng 11, toán quân đổ bộ đường không và du kích đã gặp sư đoàn bộ binh 254 (Tập đoàn quân 52) tại gần thị trấn Sviridovo (???).

## Kết quả và đánh giá

### Kết quả
Trong số các nhóm quân đổ bộ đường không tại khu vực Bukrin, chỉ có nhóm của Sidorchuk là nhóm có tổ chức chặt chẽ và quy mô hơn cả, duy trì sức chiến đấu dài ngày nhất và hoạt động có hiệu quả nhất trong hậu tuyến của quân Đức. Các nhóm khác đều mất sức chiến đấu rất nhanh, bị quân Đức tiêu diệt hoặc mở đường rút ra và nhập vào các đơn vị bộ binh. Sau hai tháng chiến đấu liên tục, đội quân của P. M. Sidorchuk cùng các nhóm du kích đã loại khỏi vòng chiến đấu gần 3.000 sĩ quan và binh lính Đức, lật đổ 15 đoàn xe lửa quân sự Đức, phá hủy 52 xe tăng, 8 pháo tự hành và 225 xe quân sự các loại. Trong số 4.575 quân dù Liên Xô đã đổ bộ, hơn 3.500 quân đã chết trong các trận đánh, hầu hết vũ khí nặng được thả xuống đều lần lượt bị phá hỏng trong các trận đánh, đến giữa tháng 10 năm 1943, toán quân của P. M. Sidorchuk và các toán du kích sáp nhập vào đội hầu như đều tự trang bị cho mình vũ khí và đạn dược thu được của quân Đức, kể cả pháo hạng nhẹ và pháo chống tăng với sức kéo chủ yếu là ngựa và sức người.
Mặc dù kết quả chiến đấu không lớn nhưng đội đổ bộ đường không phối hợp với du kích đã rối loạn trong hậu phương gần mặt trận của Tập đoàn quân xe tăng 4 và Tập đoàn quân 8 (Đức) suốt gần 2 tháng. Mặc dù tiến hành nhiều cuộc càn quét nhưng quân đội Đức Quốc xã hầu như đã bất lực trước đội quân nhỏ bé này. Bản báo cáo số 4649/43 ngày 7 tháng 11 của Sở chỉ huy Tập đoàn quân 8 (Đức) do Tập đoàn quân 52 (Liên Xô) thu giữ được tại Cherkassy ngày 21 tháng 11 có đoạn viết:
| “                                                     | Các phương pháp và cách thức tác chiến của lính dù Xô Viết cho thấy ngay cả trong điều kiện bị thương vong lớn, thiếu thốn nghiêm trọng về đạn dược, lương thực, không nhận được sự yểm hộ từ trên không, bị bao vây và mất liên lạc với quân nhà cho thấy họ vẫn rất nguy hiểm. Họ có sự tinh quái và khả năng chiến đấu độc lập rất cao. Một lính dù Xô Viết khi bị thương không nghiêm trọng vẫn có khả năng chiến đấu tốt như lúc chưa bị thương. Nếu bị thương nghiêm trọng, họ thường giấu trong tay một quả lựu đạn hoặc thủ pháo chống tăng và cho nổ tung mỗi khi lính Đức tiến đến bắt họ. Rất nhiều lính Đức đã thiệt mạng khi muốn bắt lính dù Nga làm tù binh nên họ thường bắn cho đến khi xác định là đối phương đã chết hẳn để bảo đảm an toàn. Nhiệm vụ truy tìm căn cứ của toán đổ bộ cũng rất phức tạp vì họ ngụy trang rất cẩn thận, sử dụng lợi thế của địa hình che khuất và luôn di chuyển chỉ sau vài ngày. Họ không đóng quân ở một nơi cố định quá một tuần. Khi quân báo của chúng tôi lần ra nơi đóng quân của họ thì họ thì thường họ chỉ để lại một toán quân cảm tử chống trả đến người cuối cùng, còn phần lớn quân số thì biến mất trong rừng. Hầu như không thể xác định trước các đòn đánh của họ sẽ nhằm vào đâu vì chúng tôi không thể phát hiện được hướng di chuyển của họ. Khi tấn công, họ chỉ ra hiệu cho nhau, không bao giờ hô "Ura" ầm ỹ như bộ binh. Họ thường dùng phương pháp cận chiến bằng dao găm, lưỡi lê và báng súng. Khi trận đánh kết thúc, họ thường rút đi rất nhanh chóng trước khi các lực lượng tiếp viện của ta kéo đến. | ” |
| — Tư lệnh Tập đoàn quân 8, thượng tướng Werner Kempf, | |   |

### Đánh giá
Bộ Tổng tư lệnh tối cao quân đội Liên Xô đánh giá Chiến dịch đổ bộ đường không Rzhishchev-Bukrin là một thất bại nghiêm trọng. Lúc 1 giờ 40 ngày 13 tháng 10 năm 1943, Bộ Tổng tư lệnh tối cao Liên Xô gửi đến tư lệnh Phương diện quân Voronezh, đại tướng N. F. Vatutin bản Chỉ thị số 30213 do đích thân I. V. Stalin soạn, bản sao gửi nguyên soái G. K. Zhukov:
| “         | Cuộc đổ bộ đầu tiên được tiến hành bởi Phương diện quân Voronezh rạng sáng ngày 24 tháng 9 xuống khu vực đầu cầu đã không thành công và gây nhiều tổn thất không đáng có. Lỗi đó thuộc về đồng chí Kapitokhyn. Chắc chắn rồi. Nhưng không chỉ có một mình đồng chí đó. Đồng chí Konstantinov (bí danh của G. K. Zhukov) cũng có lỗi với tư cách giám sát và cả đồng chí Vatutin, người chuẩn bị và tổ chức cuộc đổ bộ này cũng có lỗi. Việc tổ chức đổ bộ đường không vào ban đêm trước đây cho thấy tỷ lệ nhảy dù trúng đích rất thấp, các đồng chí đều rõ điều này. Ngay cả trong trường hợp tập luyện ở địa phận quân ta, người nhảy dù cũng gặp khó khăn lớn. Ngoài ra, các phi công và hoa tiêu hầu như không được huấn luyện kỹ về thả quân nhảy dù vào ban đêm. Tôi ra lệnh cho chỉ huy Phương diện quân Voronezh phải trả số quân dù chưa đổ bộ về Đại bản doanh làm lực lượng dự bị. Từ nay trở đi, nếu không có chỉ lệnh đặc biệt của Đại bản doanh, nghiêm cấm các phương diện quân tự ý tổ chức đổ bộ đường không vào ban đêm. | ” |
| — Yuriev, | |   |

Theo một số nhà nghiên cứu lịch sử quân sự, cuộc đổ bộ đường không của quân đội Liên Xô tại khu vực Rzhishchev-Bukrin tuy thất bại nhưng lại là tiền đề cho họ chọn một, thậm chí là hai, ba phương án khác để tổ chức tấn công vào Kiev. Mặt khác, các trận chiến đấu các liệt ở khu vực Rzhishchev-Bukrin đã thu hút vào đây các sư đoàn xe tăng mạnh của quân đội Đức Quốc xã và làm cho lực lượng Đức ở một số địa bàn trọng yếu dọc sông Dniepr bị mỏng đi, dễ bị chọc thủng khi quân đội Liên Xô tiến hành đổ bộ đồng thời và thọc sâu tại nhiều địa đoạn khác. Những sự kiện tiếp theo cho thấy chỉ ở khu vực đầu cầu Rzhishchev, Bukrin và Kanev, quân đội Liên Xô mới phải chịu thất bại, còn ở các điểm quan trọng khác như Lyutezh, Novoshepelichi, Gornostaypol, Kushevolovka, Aul, Voiskovoye, quân đội Liên Xô đều vượt sông thành công và tiếp tục tấn công.